# 设拉子沙拉

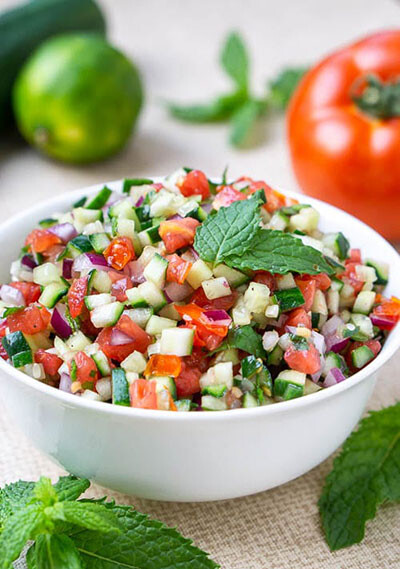
设拉子沙拉

设拉子沙拉是一道在伊朗颇有人气的传统夏日小吃，起源于伊朗西南部法尔斯省设拉子县，其主要成分有黄瓜、番茄、橄榄油和柠檬汁。人们通常在食用烤肉串或者牛排等肉类的时候将设拉子沙拉设为饭前饭后的配菜，有时也会搭配米饭一起食用。设拉子沙拉在伊朗的地位十分显著，通常作为餐桌配菜用来调和汤中辛辣的口感。

## 成分
设拉子沙拉的主要成分是番茄、洋葱以及细磨后的小黄瓜，其上浇有新鲜柠檬汁以及一些干薄荷。沙拉中有时候还会加入橄榄油、盐和胡椒用来调味。其他可能会加入调料亦包括芹菜、葱、茴香、漆树香料、红醋以及青葡萄汁。设拉子沙拉也可以与皮塔饼和拉瓦什面包搭配，或者与芝士或核桃仁搭配一起食用。

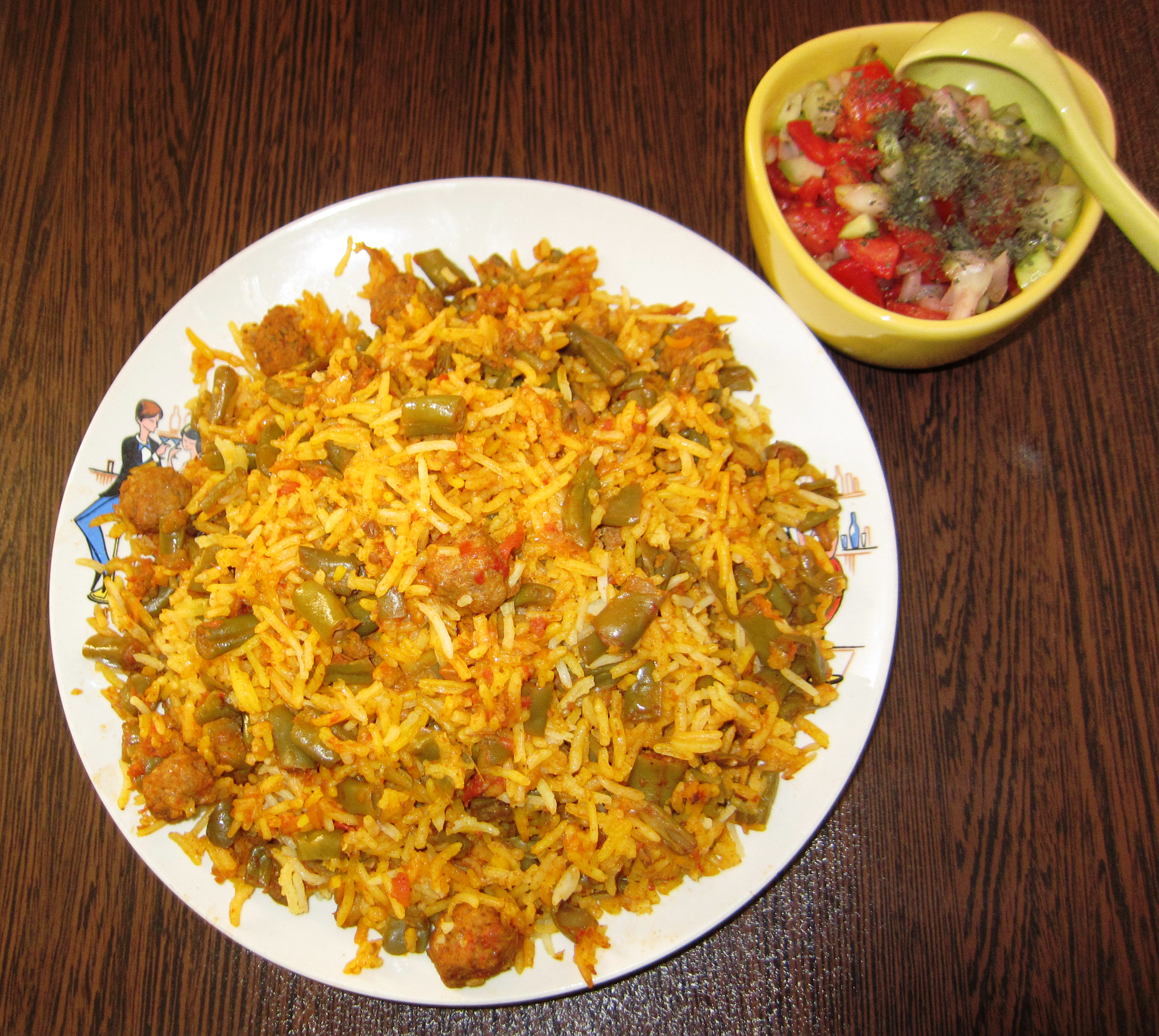
伊朗绿豆米饭配有设拉子沙拉

## 口感
设拉子沙拉通常味道酸咸，口感较脆且湿润。人们通常在做完设拉子沙拉后会将其放置一小时或更长时间用以提升设拉子沙拉的风味。